# 안강초등학교
안강초등학교는 대한민국 경상북도 경주시 안강읍 안강리에 있는 공립 초등학교이다.

## 학교 연혁
- 1946년 2월 1일 안강공립국민학교 개교
- 1985년 9월 1일 병설유치원 개교
- 1995년 9월 1일 산대초등학교 분리
- 1996년 3월 1일 안강초등학교로 교명 변경
- 2013년 3월 1일 안강북부초등학교 통합
- 2019년 9월 1일 제33대 홍영미 교장 부임
- 2020년 2월 14일 제72회 졸업(16명, 총 졸업생 8,782)
- 2020년 3월 1일 초등 6학급 편성

## 참고 자료
- 안강초등학교 - 한국교육학술정보원 학교알리미